# Swijaga
Die Swijaga (russisch Свия́га; tatarisch Зөя/Zöyä) ist ein 375 Kilometer langer rechter Nebenfluss der Wolga im europäischen Teil Russlands.

## Verlauf
Die Swijaga entspringt in etwa 260 m Höhe im östlichen Teil der Wolgaplatte, in einem Waldgebiet unweit der Siedlung städtischen Typs Kusowatowo, etwa 30 Kilometer südöstlich der Kleinstadt Barysch. Sie fließt zunächst etwa 100 Kilometer in nordöstlicher Richtung, bis sie sich in der Großstadt Uljanowsk der Wolga bis auf weniger als zwei Kilometer nähert. Über dem hohen rechten Wolgaufer, das die Wolgaplatte im Osten begrenzt, fließt die Swijaga dort mehr als 40 Meter über dem Niveau der Wolga, deren Spiegel dort durch den Kuibyschewer Staudamm auf 53 m angehoben wurde. Sie mündet an dieser Stelle nicht in die Wolga, sondern entfernt sich wieder und fließt auf weiteren ungefähr 170 Kilometern Luftlinie ungefähr parallel, jedoch in entgegengesetzter, nördlicher Fließrichtung zur Wolga durch ein zumeist weites Tal. Beim nach ihr benannten Dorf Swijaschsk, einer ehemaligen und historisch bedeutenden Stadt, mündet sie schließlich westlich der Hauptstadt Tatarstans Kasan in die Wolga. Auf diesem Abschnitt befindet sich das obere Ende des Kuibyschewer Stausees, sodass sich die Mündung der Swijaga in den Stausee heute gut zehn Kilometer südlich der natürlichen Mündung in die Wolga befindet, die in unmittelbarer Nähe von Swijaschsk lag.
Oberhalb der Mündung erreicht die Swijaga eine Breite von mehr als 150 Meter bei einer Tiefe von über vier Meter. Die Fließgeschwindigkeit beträgt dort 0,2 m/s.
Die bedeutendsten Nebenflüsse sind Karla, Bula, Birlja, Kubnja (als mit 176 Kilometern längster) und Arja von links sowie die Ulema von rechts.
Die Etymologie des Flussnamens ist unsicher. Er wird entweder auf die turksprachigen Wörter für Wasser (su) und fließen, oder aber auf russische Dialekte des 16. Jahrhunderts zurückgeführt: die Bezeichnung für Wildenten (vgl. heute Swijas für Pfeifente) oder die Verben swit, witsja für (sich) winden. Auch finno-ugrischer Einfluss ist nicht ausgeschlossen; so heißt der Fluss auf Mari Süje wüd.

## Hydrologie
Das Einzugsgebiet des Flusses umfasst 16.700 km².
Der mittlere jährliche Abfluss beträgt in Mündungsnähe 56,5 m³/s, nach älteren Angaben 26 km oberhalb der Mündung 34 m³/s. Von November/Anfang Dezember bis März/April friert der Fluss zu. Auf das etwa 30 Tage andauernde Frühjahrshochwasser während der Schneeschmelze entfallen etwa 60 % des jährlichen Abflusses. In der restlichen Zeit wird der Wasserstand der Swijaga und verschiedener Nebenflüsse durch Dämme reguliert.

## Nutzung und Infrastruktur
Die Swijaga ist nur auf den letzten Kilometern des Unterlaufes schiffbar.
Am Fluss, der in der Oblast Uljanowsk entspringt und in der Republik Tatarstan mündet, oder in seiner Nähe liegen neben dem Oblastverwaltungszentrum die Rajonzentren Kusowatowo, Ischejewka, Buinsk und Apastowo. Der Fluss wird zur Wasserversorgung und Bewässerung landwirtschaftlicher Flächen genutzt. 1957 wurden bei den Dörfern Kijat und Deuschewo unweit Buinsk an der Swijaga zwei kleine Wasserkraftwerke für die lokale Energieversorgung in Betrieb genommen (Leistung 250 bzw. 310 Kilowatt), sind aber mittlerweile außer Betrieb.
Der Unterlauf des Flusses steht seit 1978 als regionales Naturdenkmal der Republik Tatarstan unter Naturschutz.
In unmittelbarer Nähe der Quelle wird die Swijaga von der Eisenbahnstrecke Moskau – Rjasan – Rusajewka – Sysran gekreuzt, am Mittellauf in Uljanowsk von der von dieser abzweigenden Strecke Insa – Tschischmy. Dort überqueren auch die Fernstraßen A151 von Ziwilsk nach Uljanowsk und weiter als Zweigstrecke der M5 nach Sysran sowie R178 von Saransk und weiter über Dimitrowgrad nach Samara den Fluss.
Von Uljanowsk folgen die Bahnstrecke Sysran – Swijaschsk (Nischnije Wjasowyje bei Selenodolsk) sowie die Fernstraße R241 nach Kasan dem Fluss in einiger Entfernung abwärts. Nahe der Mündung kreuzt die westlich Kasan neu trassierte M7 Moskau – Nischni Nowgorod – Kasan – Ufa die Swijaga.